# يهوياريب
يهوياريب (بالعبرية: יְהוֹיָרִיב‏)، حسب العهد القديم كان رئيسًا لعائلة من الكهنة الهارونيين، والتي كانت أول فرقة كهنوتية من بين أربعة وعشرين فرقة كهنوتية نظمها داود (حكم حوالي 1000-962 قبل الميلاد).

## الكاهن الأكبر
لا يوجد ما يشير في التناخ إلى أن يهوياريب كان رئيسًا لكهنة بني إسرائيل، ولا يظهر اسمه في قائمة سلالة صادوق. بينما وفقًا لسيدر أولام زوتا، كان أحد كبار كهنة إسرائيل. حيث خلف يوحانان وخلفه يهوشافاط. كما لم يظهر يهوياريب في قائمة كبار كهنة بني إسرائيل التي كتبها يوسيفوس في كتابه عاديات اليهود.